# Амстердам (острів)

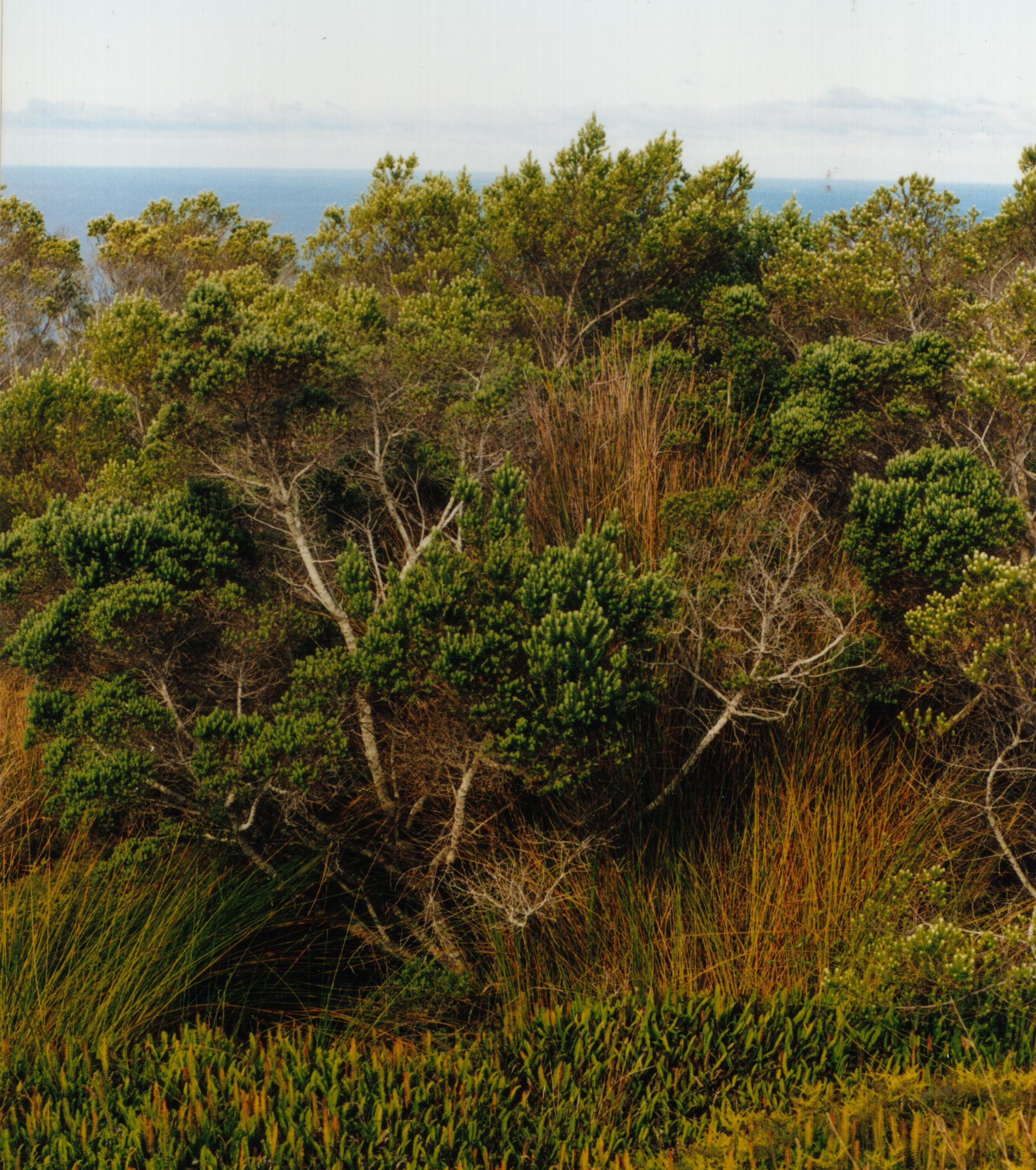
Зарості на острові Амстердам

Острів Амстерда́м (фр. Île Amsterdam) — острів в Індійському океані, частина Французьких Південних і Антарктичних Територій. Острів розташований приблизно на однаковій відстані від берегів Антарктиди, Австралії і Африки. За 85 км на південь від острова розташований невеликий нежилий острівець Сен-Поль, що складає разом з островом Амстердам і прилеглими до них скелями архіпелаг Амстердам.

## Опис
Острів Амстердам — вулканічний острів (останнє виверження відбулося 1792 року) площею 55 км². Найвища точка острова (Мон-де-ла-Дів) має висоту 867 м над рівнем моря.
На острові знаходиться єдине невелике постійне населення Французьких Південних і Антарктичних Територій — Мартін-де-Вів'є з чисельністю близько 40 осіб, фактично є «столицею» Територій.
Одночасно на острові залежно від сезону проживають від 100 до 300 людей. Переважно це члени наукових експедицій і працівники метеорологічної станції.

## Історія
Острів Амстердам був відкритий 18 березня 1522 року іспанським капітаном Хуаном Себастьяном Елькано під час першого в історії навколосвітнього плавання. Елькано назвав його Відчай (ісп. Desesperanza), оскільки він не міг знайти безпечне місце для висадки на берег, хоча команда відчайдушно потребувала води після 40 днів плавання з Тимору. На честь міста Амстердам острів назвав голландець Антоні ван Дімен 1633 року — «Новий Амстердам». У 1843\1892 — 1924 рр. підпорядковувася французькій колонії Реюньйон, 1924—1955 рр. — колонії Мадагаскар.

## Клімат
Незважаючи на те, що острів розташований ближче до екватора, ніж до Південного полюса, його часто відносять до субантарктичних островів. Острів Амстердам, крім того, є антиподом штату Колорадо.
| Клімат о. Амстердам (1981—2010, рекордні значення: 1950—2017) | Клімат о. Амстердам (1981—2010, рекордні значення: 1950—2017) | Клімат о. Амстердам (1981—2010, рекордні значення: 1950—2017) | Клімат о. Амстердам (1981—2010, рекордні значення: 1950—2017) | Клімат о. Амстердам (1981—2010, рекордні значення: 1950—2017) | Клімат о. Амстердам (1981—2010, рекордні значення: 1950—2017) | Клімат о. Амстердам (1981—2010, рекордні значення: 1950—2017) | Клімат о. Амстердам (1981—2010, рекордні значення: 1950—2017) | Клімат о. Амстердам (1981—2010, рекордні значення: 1950—2017) | Клімат о. Амстердам (1981—2010, рекордні значення: 1950—2017) | Клімат о. Амстердам (1981—2010, рекордні значення: 1950—2017) | Клімат о. Амстердам (1981—2010, рекордні значення: 1950—2017) | Клімат о. Амстердам (1981—2010, рекордні значення: 1950—2017) | Клімат о. Амстердам (1981—2010, рекордні значення: 1950—2017) |
| Показник                                                      | Січ.                                                          | Лют.                                                          | Бер.                                                          | Квіт.                                                         | Трав.                                                         | Черв.                                                         | Лип.                                                          | Серп.                                                         | Вер.                                                          | Жовт.                                                         | Лист.                                                         | Груд.                                                         | Рік                                                           |
| Абсолютний максимум, °C                                       | 26,4                                                          | 26,0                                                          | 25,0                                                          | 24,0                                                          | 21,0                                                          | 19,0                                                          | 19,0                                                          | 20,0                                                          | 19,0                                                          | 19,2                                                          | 22,2                                                          | 26,0                                                          | 26,4                                                          |
| Середній максимум, °C                                         | 20,3                                                          | 20,5                                                          | 19,5                                                          | 17,8                                                          | 15,9                                                          | 14,5                                                          | 13,7                                                          | 13,6                                                          | 14,3                                                          | 14,9                                                          | 16,3                                                          | 18,7                                                          | 16,6                                                          |
| Середня температура, °C                                       | 17,5                                                          | 17,7                                                          | 16,9                                                          | 15,4                                                          | 13,7                                                          | 12,3                                                          | 11,6                                                          | 11,4                                                          | 12,0                                                          | 12,4                                                          | 13,8                                                          | 16,0                                                          | 14,2                                                          |
| Середній мінімум, °C                                          | 14,7                                                          | 14,9                                                          | 14,4                                                          | 13,1                                                          | 11,5                                                          | 10,1                                                          | 9,4                                                           | 9,2                                                           | 9,7                                                           | 10,0                                                          | 11,3                                                          | 13,3                                                          | 11,8                                                          |
| Абсолютний мінімум, °C                                        | 7,1                                                           | 8,8                                                           | 7,8                                                           | 6,4                                                           | 3,8                                                           | 3,7                                                           | 2,0                                                           | 2,8                                                           | 3,9                                                           | 4,4                                                           | 4,9                                                           | 7,5                                                           | 2,0                                                           |
| Середня кількість сонячних годин на місяць                    | 177                                                           | 145                                                           | 134                                                           | 110                                                           | 107                                                           | 99                                                            | 104                                                           | 121                                                           | 123                                                           | 141                                                           | 150                                                           | 170                                                           | 1581                                                          |
| Норма опадів, мм                                              | 88.6                                                          | 69.3                                                          | 92.2                                                          | 102.4                                                         | 119.5                                                         | 119.5                                                         | 105.7                                                         | 94.5                                                          | 77.2                                                          | 84.6                                                          | 75.2                                                          | 69.8                                                          | 1098.5                                                        |
| Днів з опадами                                                | 9,3                                                           | 8,7                                                           | 10,5                                                          | 12,4                                                          | 16,7                                                          | 18,3                                                          | 17,9                                                          | 17,1                                                          | 14,8                                                          | 14,6                                                          | 11,6                                                          | 10,4                                                          | 162,3                                                         |
| ------------------------------------------------------------- | ------------------------------------------------------------- | ------------------------------------------------------------- | ------------------------------------------------------------- | ------------------------------------------------------------- | ------------------------------------------------------------- | ------------------------------------------------------------- | ------------------------------------------------------------- | ------------------------------------------------------------- | ------------------------------------------------------------- | ------------------------------------------------------------- | ------------------------------------------------------------- | ------------------------------------------------------------- | ------------------------------------------------------------- |
| Джерело: Météo France Meteo Climat (рекордні значення)        |                                                               |                                                               |                                                               |                                                               |                                                               |                                                               |                                                               |                                                               |                                                               |                                                               |                                                               |                                                               |                                                               |

## У мистецтві
Острів Амстердам розташований на 37° південної широти, був описаний (щоправда, вельми неточно) в знаменитому романі Жуля Верна «Діти капітана Гранта».